# دخترها به پاش می‌ریزن
«دخترها مثل دومینو می‌ریزن» تک‌آهنگی از نیکی میناژ است که در سال ۲۰۱۱ میلادی منتشر شد. این تک‌آهنگ در آلبوم جمعه صورتی قرار دارد.